# Robot i potwór
Robot i Potwór (ang. Robot and Monster, 2012–2015) – amerykański serial animowany stworzony przez Dave’a Presslera, Joshua Sternina i J.R. Ventimilia. Wyprodukowany przez Smasho! Productions, Lowbar Productions i Nickelodeon Animation Studio. Serial wykonany techniką komputerową CGI.
Światowa premiera serialu miała mieć miejsce jesienią 2011 roku na amerykańskim Nickelodeon. Później przesunięta została na początek 2012 roku, aż w końcu odbyła się 4 sierpnia 2012 roku. W Polsce premiera serialu odbyła się 4 lutego 2013 roku na kanale Nickelodeon Polska.
Początkowo miał powstać drugi sezon serialu, którego produkcja rozpoczęła się w sierpniu 2011. Natomiast w styczniu 2012 zamówienie zostało anulowane, zanim którykolwiek z odcinków zakończył produkcję. Serial został zakończony po jednym sezonie.

## Postacie
- Robot Default – główny bohater tego serialu. Jest przyjacielem Potwora i jest panem metalowego psa, Marfa. Tak jak inne roboty i potwory lubi bekon. Nienawidzi swojego starszego brata i szefa, Garta.
- Potwór Krumholtz – najlepszy przyjaciel Robota. Na swojej głowie, pomiędzy rogami nosi mały czarny kapelusz. Jest bardzo pogodny i stara się we wszystkim znaleźć zalety. Lubi bekon.
- Marf – zwierzak Robota i Potwora, który jedynie wymawia swoje imię.
- Ogo – sąsiad Robota i Potwora. Ma na ich punkcie świra, dlatego też nie chcą być jego przyjaciółmi.
- Gart Default – starszy brat Robota oraz szef fabryki błyskających żarówek, w której pracuje.
- J.D. – najlepsza przyjaciółka Spitfire, w której są zakochani Robot i Potwór.
- Spitfire – najlepsza przyjaciółka J.D.
- Perry – przyjaciel Robota i Potwora. Nie może przestać się uśmiechać z powodu zepsutych trybików, ale tak naprawdę jest wiecznie nieszczęśliwy.
- Nessie – szefowa restauracji „Smażony Bekon”.
- Punch Morley – były gracz Balo, obecnie złota rączka w fabryce błyskających żarówek. Podczas swojej sportowej kariery dostał wiele uderzeń w głowę, przez co teraz ma poważne problemy z pamięcią.
- Pan Kółko – właściciel budynku, w którym mieszkają Robot i Potwór. Jest bardzo nieprzyjemny i nienawidzi wszystkiego. W przeszłości był tancerzem, ale porzucił tę pasję, gdy jego partnerka zapomniała o ważnym konkursie. Od tego momentu przestał używać nóg, co wyjaśnia dlaczego jeździ na kółkach.
- Wujek Kuffley – wujek Potwora, który jest policjantem. Nie jest zbyt bystry i lubi dokuczać Potworowi.
- Globitha – młodsza siostra Potwora, która jest szalenie zakochana w Robocie.
- Arpa Default – matka Robota i Garta. Zawsze faworyzuje swojego starszego syna i nie przepada za Robotem.
- Babcia 10010 – babcia Robota i Garta. Jest bardzo agresywna i mówi tylko kodem binarnym.

## Opis fabuły
Serial opowiada o przygodach dwóch kompletnie od siebie różnych przyjaciół – Robota oraz Potwora. Bohaterowie mieszkają w przedziwnym mieście, w którym roboty i potwory, nazywane również mechanicznymi i organicznymi, żyją koło siebie, zjednoczone miłością do bekonu.

## Obsada
- Curtis Armstrong – Robot, Marf
- Harland Williams – Potwór
- Maurice LaMarche – Gart, Perry
- Megan Hilty – J.D.
- Cree Summer – Spitfire, Globitha
- Jonathan Slavin – Ogo

## Wersja polska
Wersja polska: na zlecenie Nickelodeon Polska – Start International Polska
Reżyseria: Andrzej Chudy
Dialogi polskie: Jakub Osiński
Dźwięk i montaż: Janusz Tokarzewski
Kierownictwo produkcji: Dorota Nyczek
Nadzór merytoryczny: Katarzyna Dryńska
Udział wzięli:
- Janusz Zadura – Robot
- Tomasz Borkowski – Potwór

W pozostałych rolach:
- Jakub Szydłowski – Ogo
- Agnieszka Mrozińska – Spitfire
- Katarzyna Łaska – J.D.
- Klementyna Umer – Nessie
- Andrzej Chudy
- Krzysztof Cybiński – Gart
- Janusz Wituch – Perry, Pan Kółko
- Adam Bauman – Punch Morley
- Agnieszka Fajlhauer – Globitha
- Wojciech Machnicki
- Paweł Szczęsny
- Cezary Kwieciński
- Katarzyna Kozak

i inni
Piosenkę tytułową śpiewali: Rafał Drozd i Jakub Szydłowski
Lektor: Andrzej Chudy

## Spis odcinków
| Premiera odcinka           | Nr | Polski tytuł                    | Angielski tytuł           |
| -------------------------- | -- | ------------------------------- | ------------------------- |
|                            |    |                                 |                           |
| SERIA PIERWSZA             |    |                                 |                           |
|                            |    |                                 |                           |
| 19.08.2013                 | 01 | Pułapka na Marfa                | A Better Marftrap         |
| 08.08.2013                 | 01 | Kogo lubi J.D.?                 | What J.D. Wants           |
|                            |    |                                 |                           |
| 07.02.2013                 | 02 | Sterowiec                       | The Blimp                 |
| 13.02.2013                 | 02 | Książę Przekrętowa              | The Prince of Scamtown    |
|                            |    |                                 |                           |
| 15.02.2013                 | 03 | Urodziny Ogo                    | Ogo’s Birthday            |
| 07.02.2013                 | 03 | Bądź szczęśliwy                 | Come On, Get Happy        |
|                            |    |                                 |                           |
| 08.02.2013                 | 04 | Bez paniki                      | Nobody Panic              |
| 14.02.2013                 | 04 | Hobby Potwora                   | Pinball Wizard            |
|                            |    |                                 |                           |
| 15.02.2013                 | 05 | Bezpieczeństwo                  | Security Risk             |
| 04.02.2013                 | 05 | Gracze                          | Game Boys                 |
|                            |    |                                 |                           |
| 06.02.2013                 | 06 | Jak wytresować Marfa            | How to Train Your Marf    |
| 06.02.2013                 | 06 | Jedna żarówka                   | Blinking Light            |
|                            |    |                                 |                           |
| 13.02.2013                 | 07 | Dziewczyna i skuter             | Biker Girls               |
| 14.02.2013                 | 07 | Mów Marf, mów                   | Speak, Marf, Speak        |
|                            |    |                                 |                           |
| 11.02.2013                 | 08 | Mandat                          | Speeding Ticket           |
| 11.02.2013                 | 08 | Hornica                         | Hornica                   |
|                            |    |                                 |                           |
| 08.02.2013                 | 09 | Opieka nad dzieckiem            | Adventures in Babysitting |
| 04.02.2013                 | 09 | Wielka sztuczka Potwora         | Monster’s Great Escape    |
|                            |    |                                 |                           |
| 05.02.2013                 | 10 | Pomiędzy braćmi                 | Between Brothers          |
| 05.02.2013                 | 10 | Bezpieczeństwo przede wszystkim | Safety First              |
|                            |    |                                 |                           |
| 19.02.2013                 | 11 | Śmieciarz                       | Litterbug                 |
| 19.02.2013                 | 11 | Wzór piękna                     | Model Citizen             |
|                            |    |                                 |                           |
| 20.02.2013                 | 12 | Opieka nad babcią               | Grandma’s Day Out         |
| 16.08.2013                 | 12 | Drzewo bekonowe                 | The Bacon Tree            |
|                            |    |                                 |                           |
| 13.08.2013                 | 13 | Finał Super Balo                | The Super Pole            |
| 12.02.2013                 | 13 | Przyjaciel Ogo                  | Ogo’s Friend              |
|                            |    |                                 |                           |
| 07.12.2013                 | 14 | Bekonowe święta                 | Baconmas                  |
|                            |    |                                 |                           |
| 08.08.2013                 | 15 | Brudne pieniądze                | Dirty Money               |
| 18.02.2013                 | 15 | Doktor? Nie!                    | Doctor? No!               |
|                            |    |                                 |                           |
| 05.08.2013                 | 16 | Pokój pod dachem                | Apartment 3½              |
| 05.08.2013                 | 16 | Zakaz chodzenia                 | Don’t! Walk!              |
|                            |    |                                 |                           |
| 06.08.2013                 | 17 | Mały Lugnuts                    | Li’l Lugnuts              |
| 06.08.2013                 | 17 | Literologia                     | Letterology               |
|                            |    |                                 |                           |
| 07.08.2013                 | 18 | Przyjęcie                       | The Party                 |
| 07.08.2013                 | 18 | Pierwsze wrażenie               | First Impressions         |
|                            |    |                                 |                           |
| 09.08.2013                 | 19 | Gra o przyjaźń                  | Game On                   |
| 09.08.2013                 | 19 | Małe Bekonki                    | Bad News Baconeers        |
|                            |    |                                 |                           |
| 14.08.2013                 | 20 | J.D. kocha Garta                | J.D. Loves Gart           |
| 14.08.2013                 | 20 | Potańcówka                      | Misery Date               |
|                            |    |                                 |                           |
| 18.02.2013                 | 21 | Wynalazek Potwora               | Monster Invention         |
| 20.02.2013                 | 21 | Sobowtór                        | Spare Robot               |
|                            |    |                                 |                           |
| 12.08.2013                 | 22 | Przesyłka                       | The Package               |
| 12.08.2013                 | 22 | Super fantastyczny Ogo          | Ogo’s Cool                |
|                            |    |                                 |                           |
| 12.02.2013                 | 23 | Radość pana Kółko               | Cheer Up Wheelie          |
| 13.08.2013                 | 23 | Bumerang                        | Boomerang                 |
|                            |    |                                 |                           |
| 19.08.2013                 | 24 | Kłamstwo Potwora                | Monster Lie               |
| 16.08.2013                 | 24 | Ciemna noc                      | The Dark Night            |
|                            |    |                                 |                           |
| 15.08.2013                 | 25 | Zarządzanie gniewem             | Anger Management          |
| 15.08.2013                 | 25 | Rodzinny interes                | Family Business           |
|                            |    |                                 |                           |
| 20.08.2013                 | 26 | Hit Potwora                     | Monster Hit               |
|                            |    |                                 |                           |
| SERIA DRUGA – nieukończona |    |                                 |                           |
|                            |    |                                 |                           |
|                            |    |                                 | Blimp Pirates             |
|                            |    |                                 |                           |
|                            |    |                                 | Best in Marf              |
|                            |    |                                 |                           |